# Розимова, Пардагул
Пардагул Розимова (1947; село Алтынсай, Шаббазский район, Узбекская ССР, Каракалпакская АССР — неизвестно) — бригадир совхоза имени Беруни Берунийского района Каракалпакской АССР, Узбекская ССР. Герой Социалистического Труда (1976).

## Биография
Родилась в 1947 году в селе Алтынсай Шаббазского района Каракалпакской АССР, в семье крестьянина. По национальности узбечка.
С юного возраста трудилась на выращивании и уборке хлопка в колхозе имени Будённого Берунийского (до 1957 года — Шаббазского) района Каракалпакской АССР. После реорганизация в 1965 году продолжала работать в совхозе имени Беруни в хлопководческой бригаде, состоящей из её родственников. Окончила 4-месячные курсы механизаторов и стала сменщицей мужа на тракторе.
Возглавила механизированное звено, в котором на двух хлопкоуборочных комбайнах работали её же родственники. За суточную смену собирали до 16 тонн хлопка-сырцаи и по итогам работы в 8-й пятилетке (с 1966 по 1970 год) Розимова была награждена орденом «Знак Почёта», а за особенно высокий урожай хлопка в 1973 году получила орден Ленина.
В годы 9-й пятилетки (1971—1975) комплексная бригада Розимовой переняла эстафету первенства у Гульжан Курбановой и в 1976 году получила урожай «белого золота» по 60 центнеров с гектара, что позволило ей занять первое место в социалистическом соревновании среди хлопкоробов Берунийского района, на родине, что позволило выйти в число передовых по Каракалпакской АССР.
Избиралась делегатом XXVI съезда КПСС в 1981 году.
В последнее время жила в родном селе Алтынсай и воспитывала 6 детей. Дальнейшая жизнь неизвестна.

### Родственники
Брат Юсупбай, муж Реимбай и его брат Культабай. Вместе с Розимовой трудились в совхозе по производству урожая хлопка.

## Звания и награды
- Герой Социалистического Труда (Указом Президиума Верховного Совета СССР от 25 декабря 1976 года за выдающиеся успехи, достигнутые во Всесоюзном социалистическом соревновании, проявленную трудовую доблесть в выполнении планов и социалистических обязательств по увеличению производства и продажи государству хлопка, зерна и других сельскохозяйственных продуктов в 1976 году Розимовой Пардагул присвоено звание Героя Социалистического Труда с вручением ордена Ленина и золотой медали «Серп и Молот».
- Орден Ленина (2); (10.12.1973) и (25.12.1976)
- Орден «Знак Почёта» (08.04.1971)
- Медали.